# 린데스베리시

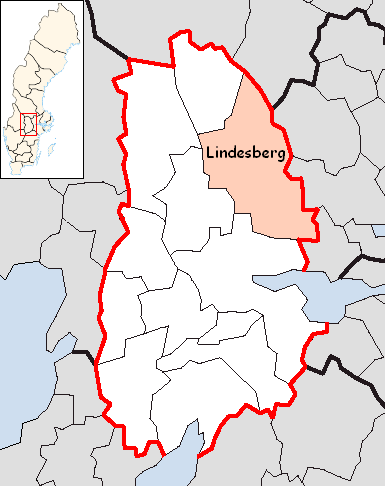
린데스베리 시의 위치

린데스베리시(스웨덴어: Lindesbergs kommun)는 스웨덴 외레브로주에 위치한 지방 자치체로 행정 중심지는 린데스베리이며 면적은 1,480.5km2, 인구는 23,744명(2016년 12월 31일 기준), 인구 밀도는 16명/km2이다.

시 문장